# Paulina Luisi
Paulina Luisi Janicki (Colón, Entre Ríos, Argentina, 1875 - Montevideo, Uruguay, 1950) fue una médica, profesora, sufragista y activista feminista uruguaya. Defendió incluir la educación sexual en las escuelas y abogó contra la trata de mujeres, el proxenetismo y la prostitución, considerando estas actividades un comercio sobre el cuerpo de la mujer. En 1916 construyó el Consejo Nacional de Mujeres y en 1919 la Alianza de Mujeres. Estudió en Uruguay y fue la primera mujer en estudiar en la facultad de medicina.

## Biografía
El padre fue Ángel Luisi Pisano, italiano y legionario garibaldino, su madre, María Teresa Josefina Janicki, hija de polacos exiliados en Francia, se desempeñó como inspectora en un instituto educativo de la ciudad de Dijon, donde se involucró en las primeras campañas a favor del voto femenino. El matrimonio llegó a Entre Ríos, Argentina, recién casado en 1872, y en 1878 se trasladó a Paysandú, Uruguay. Fue en dicha ciudad donde la pareja se dedicó al magisterio con una pedagogía liberal y racionalista, valores e ideología que trasmitieron a sus seis hijas mujeres y dos hijos varones. En 1887 la familia se trasladó a Montevideo para instalarse permanentemente allí.
Los Luisi Janicki fueron una familia de trabajadores y educadores que se desarrolló en un ambiente de resistencia y rebeldía, de pensamiento muy liberal para la época. Todas las hijas estudiaron magisterio y algunas de ellas siguieron carreras universitarias, lo que las incluyó entre las primeras mujeres profesionales del Uruguay. Tres de las hermanas de Paulina —Luisa como poeta y pedagoga, Clotilde como abogada e Inés como médica— también tuvieron una destacada actividad profesional. Paulina estudió en el Internado Nacional de Magisterio, bajo la dirección de María Stagnero de Munar, a quien siempre reconoció como ejemplo en su formación.

### Como académica y médica
Paulina Luisi fue la primera mujer uruguaya que cursó estudios en la Facultad de Medicina de la Universidad de la República. Comenzó la carrera en 1900 y se recibió en 1908. Obtuvo el título de Doctora en Medicina y fue ginecóloga, docente, promotora y activista por los derechos de la mujer. En 1923 obtuvo la especialización en Dermatología y Enfermedades Venéreas en París.
Uno de los temas que despertaron la atención de Paulina Luisi desde que se graduó como médica fue la «higiene social», un área de la medicina que emergió con fuerza a comienzos del siglo XX y que refería al estudio de la influencia de ciertas condiciones sociales y laborales sobre la salud de la población, así como de las medidas sanitarias necesarias para frenar o disminuir las influencias nocivas. 
En el marco de la «higiene social» predicó contra la trata de blancas, el proxenetismo y la prostitución, actividades que consideraba un comercio con el cuerpo de la mujer. En su libro Otra voz clamando en el desierto abogó por la eliminación de la reglamentación sobre prostitución, que indicaba dónde y en qué horarios podía ejercerse, así como la obligación de las prostitutas de indicar su condición con una tarjeta que además incluyera información sobre su salud venérea.
En sus trabajos entendía que la educación sexual debía ser integrada a la educación para ambos sexos, ya que una adecuada salud sexual para prevenir enfermedades venéreas era responsabilidad tanto de varones como de mujeres. En 1906 propuso a la Dirección de Instrucción Pública el primer proyecto sobre educación sexual en Uruguay.

### Como activista

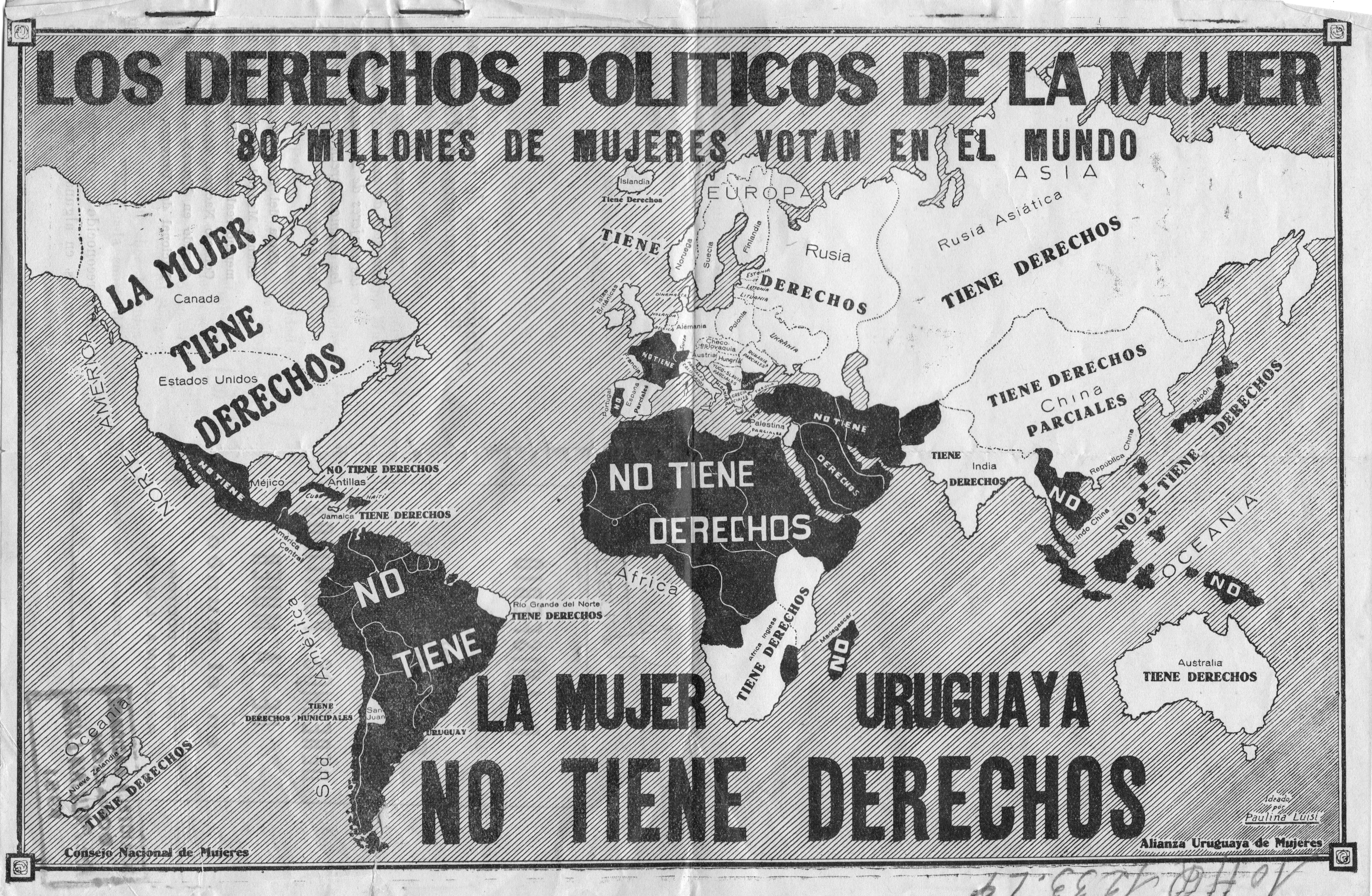
Mapa incluido en el librillo "Planisferio indicando la posición actual de los derechos políticos de la mujer en el mundo" de 1929, en el que Luisi detalla la situación del derecho a voto femenino en distintos países del mundo.

Comenzó su militancia en pro de los derechos femeninos integrando la Asociación de Mujeres Universitarias Argentinas en 1908. En 1910 esta asociación organizó el Primer Congreso Internacional Femenino en Buenos Aires y Paulina asumió su publicidad en Uruguay.
Al año siguiente conformó y presidió la sección uruguaya de la Federación Femenina Panamericana. 
Fue fundadora del Consejo Nacional de Mujeres del Uruguay (CONAMU) en 1916 y de la Alianza Uruguaya por el Sufragio Femenino en 1919, asociaciones en las que trabajó incansablemente junto con Fanny Carrió e Isabel Pinto de Vidal (entre muchas otras) por el voto femenino, obtenido por ley en 1932, pero que terminó concretándose en las elecciones generales de 1938.
Su casa en el barrio Centro de Montevideo ofició de consultorio médico y, en forma simultánea, albergó la sede del Consejo Nacional de Mujeres hasta su desvinculación, en 1922. Fue directora del órgano de prensa de dicho Consejo, Acción Femenina, publicación que comenzó a salir en 1917 en Montevideo y se mantuvo con una frecuencia irregular hasta 1925.

### Como política
Se vinculó con el Partido Socialista del Uruguay, que se había fundado en 1910 en Montevideo. Allí encontró un lugar donde luchar por los derechos políticos y civiles de las mujeres, y es recordada como una abanderada del feminismo.

### Como integrante de la Masonería
Paulina Luisi fue iniciada en la masonería y al menos alcanzó el grado de maestra masón en la Logia Humanidade N.º 276, del Gran Oriente Lusitano Unido, registrada con el N.º 11.054 de la matrícula general, según consta en el certificado expedido en Lisboa el 23 de mayo de 1921, firmado por Adelaide Cabete como venerable maestra de esa logia.
La Logia Humanidade fue creada bajo el impulso republicano en 1907. Fue la única que inició mujeres en el Gran Oriente Lusitano Unido y funcionó hasta 1923, cuando pasó a depender de la Orden Masónica Mixta Internacional Le Droit Humain - El Derecho Humano.
En la República Oriental del Uruguay, existe una Logia denominada Paulina Luisi N.º 22, establecida en la ciudad de Young, que trabaja bajo los auspicios de Gran Oriente de la Franc-Masonería del Uruguay (GOFMU)

### Trayectoria internacional
El rasgo más marcado de la trayectoria pública de Paulina Luisi fue su internacionalismo. Representó en varias oportunidades al Gobierno uruguayo, integró las comisiones directivas de varias asociaciones internacionales feministas, participó en múltiples congresos en Europa y por la vasta red académica personal que fue forjando por más de cincuenta años.
Representó al Gobierno uruguayo en la Comisión Consultiva contra la Trata de Mujeres y Niños de la Sociedad de Naciones (1922). Entre 1924 y 1927 integró la Comisión de Expertos para el Estudio de la Trata a escala mundial a pedido de esa comisión (1924-1927), en la que fue la única representante latinoamericana. En estos años presidió la Comisión Internacional contra la Trata de Mujeres y Unidad de la Moral, de la International Woman Suffrage Alliance. En 1919 fundó, junto con el doctor Ángel Giménez, el Comité Abolicionista Argentino-Uruguayo contra la Trata de Mujeres y la Reglamentación de la Prostitución.
Desde estos cargos procuró organizar múltiples campañas contra la prostitución reglamentada en el Río de la Plata, escribir una serie de folletos sobre el tema, además de trabajos sobre enseñanza sexual y el dictado de un número importante de conferencias en América y en Europa.
Integró en dos oportunidades la Comisión Directiva de la International Woman Suffrage Alliance y entre 1924 y 1932 fue vicepresidenta de la Liga Internacional de Mujeres Ibéricas e Hispanoamericanas. A esta organización la representó en las Conferencias de Desarme celebradas en Ginebra en 1932 (también actuó como delegada del Gobierno uruguayo).
Integró y presidió también el Comité Uruguayo de la Comisión Auxiliar de Señoras de las Conferencias Panamericanas, aunque no fue su prioridad en materia de integración internacional el acercamiento a Estados Unidos.
En los años treinta formó parte del Comité de Lucha contra el Fascismo y la Guerra. 
Durante la guerra civil española formó parte del Comité Pro-casas para el Niño de la España Leal.
| Año  | Congreso | Ciudad            |
| ---- | --- | ----------------- |
| 1910 | I Congreso Femenino Internacional | Buenos Aires      |
| 1916 | Primer Congreso Americano del Niño | Buenos Aires      |
| 1918 | Segundo Congreso Americano del Niño | Montevideo        |
| 1920 | 1.er Congreso Internacional de la Alianza Internacional para el Sufragio Femenino después de la guerra. (VIII en materia de Congresos) | Ginebra           |
| 1920 | Congreso del Consejo Internacional de Mujeres.                                                                                         | Cristianía (Oslo) |
| 1922 | 3.er Congreso Internacional de Educación Moral                                                                                         | Ginebra           |
| 1923 | IX Congreso de la Alianza Internacional para el Sufragio Femenino                                                                      | Roma              |
| 1926 | Congreso Interamericano de Mujeres | Panamá            |
| 1928 | III Congreso Feminista Internacional organizado por el Club Argentino de Mujeres                                                       | Buenos Aires      |

## Obras
- Pedagogía y conducta sexual  (1950)[15]
- Otra voz clamando en el desierto: proxenetismo y reglamentación. Tomo 1 (1948)[16]
- Otra voz clamando en el desiertoː proxenetismo y reglamentación. Tomo 2 (1948)[17]
- La mujer uruguaya reclama sus derechos políticos (1929)[18]
- Una moral única para ambos sexos (1920)
- Una vergüenza social: la reglamentación de la prostitución (1919)
- Movimiento sufragista (1919)
- Algunas ideas sobre eugenesia (1916)

## Homenajes y reconocimientos
Se han realizado diversos homenajes a esta destacada mujer. Llevan su nombre una sala en el Centro Hospitalario Pereira Rossell, una ONG que trabaja por los derechos de las mujeres y los niños, una sala en el Palacio Legislativo del Parlamento uruguayo,y calles en  Montevideo Río Branco y Colonia del Sacramento.
En 2022 se lanza el proyecto del Campus Universitario Luisi Janicki, que homenajea con su nombre a las hermanas Paulina, Clotilde e Inés Luisi.